# محمد مباركي
محمد مباركي ولد في 1 يناير 1953 في مدينة الكرمة ولاية النعامة هو سياسي جزائري، كان وزيرا للتكوين والتعليم المهنيين من 2015 إلى 2019.

## سيرة
دكتوراه دولة في فيزياء المادة الصلبة، وأستاذ جامعي، وعميد سابق لجامعة السانية وهران ، و USTO وهران وسيدي بلعباس ، وكان نائبا عن التجمع الوطني الديمقراطي في البرلمان لمدة ولايتين، في 8 جانفي 2004 عينه الرئيس السابق عبد العزيز بوتفليقة عضوا في مجلس الأمة الجزائري في الثلث الرئاسي.
```
كان وزيراً للتكوين والتعليم المهنيين في 
حكومة سلال الرابعة
 ، وهي محفظة كان قد شغلها سابقاً في 
حكومة سلال الأولى
 من سبتمبر 2012 إلى سبتمبر 2013 قبل تعيينه وزيرًا للتعليم العالي. والبحث العلمي من سبتمبر 20133 إلى ديسمبر 2015 في 
حكومة سلال الثانية
 و 
الثالثة
 .
```